# Freitas (Fafe)
Freitas ist ein Ort und eine ehemalige Gemeinde (Freguesia) im Norden Portugals.
Freitas gehört zum Kreis Fafe im Distrikt Braga. Die Gemeinde hatte eine Fläche von 6,6 km² und 585 Einwohner (Stand 30. Juni 2011).
Am 29. September 2013 wurden die Gemeinden Freitas und Vila Cova zur neuen Gemeinde União das Freguesias de Freitas e Vila Cova zusammengeschlossen. Freitas ist Sitz dieser neu gebildeten Gemeinde.